# Gustaf Romin
Gustaf Adolf Romin, född 15 november 1863 i Visby, död 3 mars 1936 i Berlin, Tyskland, var en svensk konstnär. Han målade ofta landskap och figurativa motiv i akvarell. 
Gustaf Romin studerade en kortare tid för Hans Gude i Düsseldorf 1892 och var sedan huvudsakligen bosatt i Berlin. Han gjorde studieresor till Amerika 1892-1893, Holland, London, och Sverige 1893 samt till München och Paris 1896.

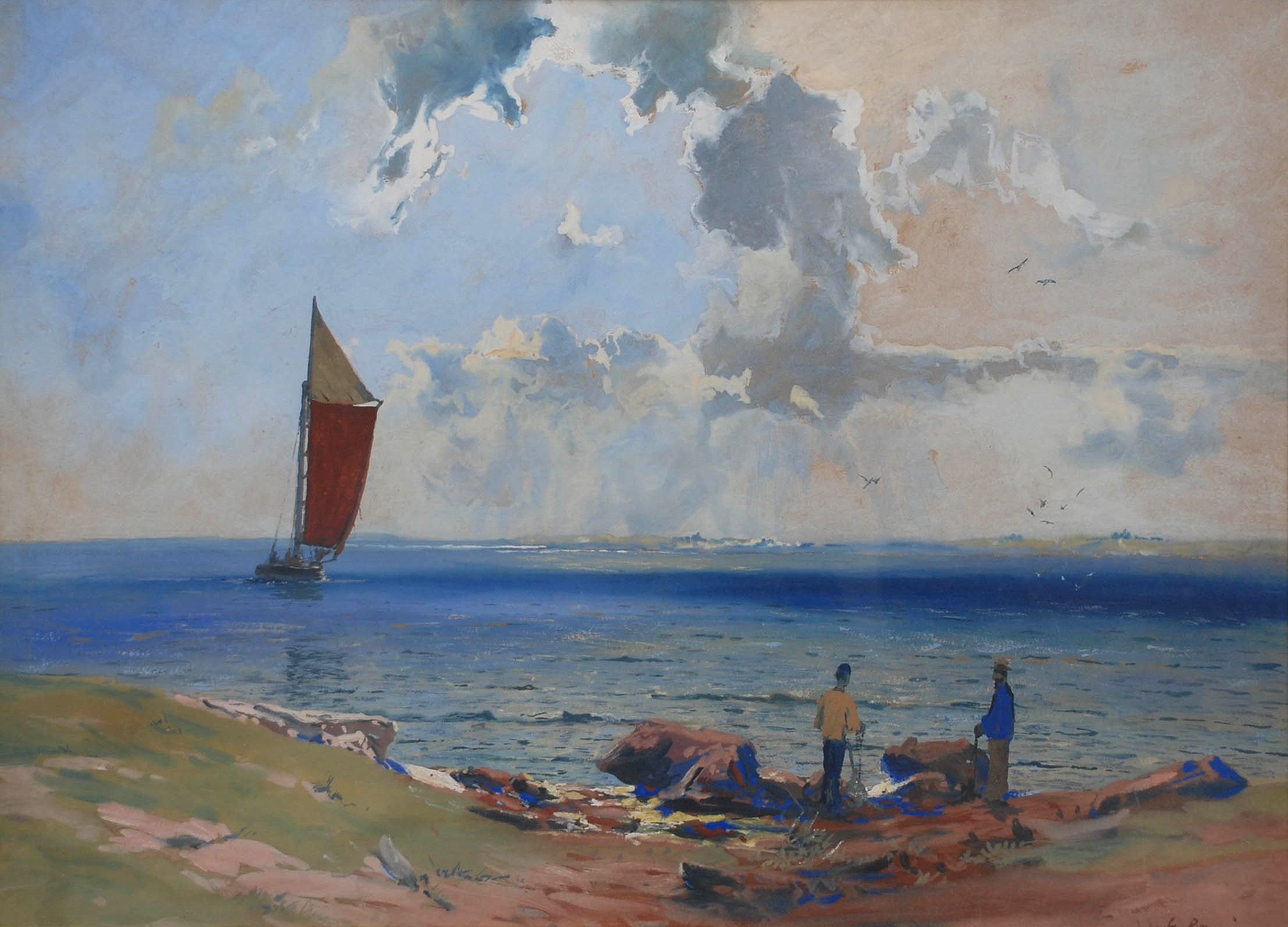
Kustlandskap, akvarell